# The Head
The Head  est une série télévisée hispano-japonaise en dix huit épisodes, créée par Àlex Pastor, David Pastor et David Troncoso; diffusée depuis le 12 juin 2020 sur HBO Asie.
En France, elle est diffusée à partir du 24 septembre 2020 sur Canal+. Elle y est déconseillée aux moins de 12 ans.
La série présente une distribution internationale (acteurs scandinaves, irlandais, espagnols et japonais) visant à favoriser les audiences dans les différents pays ciblés.
Une troisième et dernière saison a commencé à être diffusée le 19 décembre 2024,.

## Synopsis
L'hiver est tombé sur le pôle Sud. Le soleil va bientôt disparaître pour les six prochains mois. Une petite équipe, connue sous le nom de Winterers, restera à la station de recherche Antarctique Polaris VI pour poursuivre ses recherches innovantes, un élément crucial dans la lutte contre le changement climatique, sous le commandement du célèbre biologiste Arthur Wilde.
Mais lorsque le printemps arrive, le commandant d'été Johan Berg revient à la station pour découvrir que toute l'équipe est morte ou portée disparue. Un tueur est en cavale et Annika, la femme de Johan, a disparu. S’il veut la retrouver vivante, il devra faire confiance à Maggie, la jeune médecin profondément secouée et apparemment la seule survivante du groupe… ou y a-t-il quelqu’un d’autre ?

## Distribution

### Principaux
- John Lynch (VFB : Franck Dacquin) : Dr Arthur Wilde
- Katharine O'Donnelly (en) (VFB : Helena Coppejans) : Dr Maggie Mitchell
- Tomohisa Yamashita (VFB : Matthieu Meunier) : Aki Kobayashi (saison 1, invité saison 2)

- Alexandre Willaume (da) (VFB : Michelangelo Marchese) : Johan Berg (saison 1)
- Richard Sammel (VFB : Olivier Cuvellier) : Erik Osterland (saison 1)
- Laura Bach (de) (VFB : Micheline Tziamalis) : Annika Lundqvist (saison 1)
- Álvaro Morte (VFB : Sébastien Hébrant) : Ramón Lazaro (saison 1)

- Olivia Morris (en) (VFB : Audrey d'Hulstère) : Rachel Russo (saison 2)
- Moe Dunford (VFB : Laurent Bonnet) : Alec Kurtz (saison 2)
- Josefin Neldén (sv) (VFB : Valérie Muzzi) : Amy (saison 2)
- Hovik Keuchkerian (VFB : Benoît van Dorslaer) : Charlie (saison 2)
- Sōta Fukushi (VFB : Corentin Burki) : Yuto Nakamura (saison 2)

### Récurrents

#### Saison 1
- Chris Reilly (en) (VFB : Pierre Lognay) : Nils Hedlund
- Tom Lawrence : Miles Porter
- Sandra Andreis (de) (VFB : Nathalie Hugo) : Ebba Ullman
- Amelia Hoy (VFB : Mélissa Windal) : Heather Blake
- Hannes Fohlin (sv) (VFB : Alexandre Crépet) : Gustav « Gus » Dolberg
- Andreas Rothlin Svensson (sv) (VFB : Alain Eloy) : Micke
- Philippe Jacq (VFB : Alain Postiaux) : Dr Damian Fowles

#### Saison 2
- Nora Rios (sv) (VFB : Sofia Abouatmane) : Gloria
- Thierry Godard (VFB : lui-même) : Jacques Renaud, le capitaine de l'Alexandria
- Enrique Arce (VFB : Alain Eloy) : Óscar
- Kardo Razzazi (sv) (VFB : Emmanuel Dell'Erba) : Kim
- Ibrahim Koma (VFB : lui-même) : Wil
- Tania Watson (VFB : Claire Tefnin) : Erika Fisher

#### Saison 3
à venir...
Version française dirigée par Marie-Line Landerwijn au studio Dubbing Brothers (Belgique), d'après une adaptation des dialogues de Rachel Campard, Nadine Giraud et Marie-Line Landerwijn. Informations prélevées des cartons de doublage.

## Production
La série a été tournée principalement aux iles Canaries pour les scènes intérieures dans un studio de 2 000 m2 reprenant à échelle 1 la structure des bases polaires existantes. Le reste du tournage a eu lieu en Islande pour les scènes d'extérieur. Le tournage a débuté début 2019.
En octobre 2021, The Mediapro Studio (détaché de HBO Asie et Hulu Japon) a annoncé qu'ils préparaient une deuxième saison se déroulant dans un porte-conteneurs, réalisée par Jorge Dorado et écrite par Mariano Baselga (producteur exécutif de la saison 1) et Jordi Galceran, à la photographie David Acereto, avec Laura Fernández Espeso, Javier Mendez et Bernat Elias crédités comme producteurs exécutifs,.
En octobre 2023, il a été annoncé que les producteurs travaillaient sur une troisième saison, qui a été officiellement annoncée et confirmée comme la dernière en décembre. Le tournage a duré de mi-décembre à fin janvier 2024.

## Épisodes

### Première saison (2020)
Épisodes diffusés à partir du 12 juin 2020.
1. Épisode I à Épisode VI

### Deuxième saison (2022)
Épisodes diffusés le 22 décembre 2023.
1. Épisode VII à Épisode XII

### Troisième saison (2024-2025)
Épisodes diffusés depuis le 19 décembre 2024.
1. Épisode XIII à Épisode XVIII

## Accueil

### Réception critique
La série est notée 3,5 sur 5 par les téléspectateurs sur le site d'Allociné.

Les critiques sont mitigées concernant la série : beaucoup de critiques voient un scénario trop proche de Dix Petits Négres d'Agatha Christie ou de The thing,,.